# Bosgård, Harstad socken

Bosgård är en gård från åtminstone 1600-talet i Harstads socken, Göstrings härad. Den bestod av 1 1/2 mantal frälsehemman. Gården ägdes under 1700-talet av greve Axel Lilje.

## Ägare och boende på Bosgård
- 1644-1660 Erik Nilsson
- 1670-1678 Brita Ersdotter
- 1720-1721 Petter Ehrhart, kronobefallningsman
- 1805-1809 Per Arvidsson, vice häradshövding (1730-)
- 1825-1834 Carl Magnus Johansson, jägarmästare (1790-)
- 1839-1862 Gustaf Pettersson, riksdagsman. (1805-)
- Handlanden J. G. Stenberg i Vadstena.
- 1865-1874 Viktor Eckerström, Apotekare. (1827-)
- 1874- K. J. Pettersson, lantbrukare i Åby

## Torp under Bosgård
- Stubben
- Gölen
- Grindtorpet